# Разкрижє
Разкрижє (словен. Razkrižje) — поселення в общині Разкрижє, Помурський регіон, Словенія. Висота над рівнем моря: 180,2 м.